# 網球拍拍Online
《網球拍拍Online》是由NPICSoft開發製作的一款多人休閒線上遊戲。該作除提供一般的網球賽模式之外，亦有對戰模式可供玩家之間展開對戰，以及3D聊天室等特色功能。該作已於台港澳、日本等地上市發行，台港澳由遊戲新幹線負責代理，日本由遊戲橘子負責代理；但台港澳的版本因合約到期之故，於2010年7月30日停止營運。

## 角色介紹
尼基
年齡：13歲、性別：男、身份：國中生
尼基本來在人間界過著平凡的日子，直到某天因為 倫倫 的魔法暴走，誤把尼基的靈魂給牽引到了「魔幻樂園」。
尼基很想回人間界，但他必須先得到網球拍拍大賽的第一名，才能去見大魔法師艾莉絲，並請求她把自己送回去，不得已只好背水一戰了…
＊此人物屬性平均 適合初階玩家
倫倫
年齡：14歲、性別：女、身份：實習魔法師
實習魔法師倫倫，就是這個女孩把 尼基 給召喚到「魔幻樂園」的，倫倫內心感到很抱歉，負有責任感的她，答應 尼基 要跟他一起參加網球拍拍大賽。
倫倫擁有天真活潑的個性，又時常露出可愛浪漫的微笑，但不知為何…有時候確會露出憂鬱的表情...
＊此人物屬性平均 適合初階玩家
丹皮樂
年齡：520歲、性別：男、種族：吸血鬼
當丹皮樂還是人類的時候，他被吸血鬼殺手麥可給殺害了，雖然他的生命已結束，但他的靈魂卻得不到安息，並且來到了「魔幻樂園」…
得到網球拍拍大賽的第一名，並且向吸血鬼麥可報仇後，他唯一的心願就是要回到人類世界…個性上雖然有點古怪，但確長的相當帥氣！
＊此人物屬性為體力 適合中階玩家
露西
年齡：20歲、性別：女、身份：海賊
露西出生於歷代都是海盜的世家，從小就跟著父親到「魔幻樂園」的各個領域冒險，樂愛冒險及幻想的她，一直深信著…亞特蘭提斯藏著寶物，為了得到她想要的東西，而決定參加網球拍拍大賽…
露西的父親伊德嵐拋下她自己冒險去了，目前行蹤不明，露西駕駛著他的艾奧羅斯號飛行船展開冒險的旅程…
＊此人物屬性為力量 適合中階玩家
修雅
年齡：22歲、性別：女、身份：半妖精
從蓋婭星球上，穿過永恆點進入「魔幻樂園」的女子，被守護者變成了星粉後又變成了生命樹，生命樹的果實長大了之後就變成了修雅。
容貌絕美，皮膚白皙的她屬於非常稀有的種族，所以常受到關注的眼光，為了躲避這些異樣的眼光，她選擇隱居在島的秘境深處。至於修雅決定參加網球拍拍大賽的原因是…因為她決定要找尋關於自己的出生與起源…
＊此人物屬性為敏捷 適合中階玩家
波奇
年齡：50歲、性別：女、種族：獸族、身份：獵人
波奇的父親是阿里牧的族長，正深受疾病纏身所苦，為了全族，他必須治好父親的病，因此原本任性的波奇，決定參加網球拍拍大賽。
從小不斷於叢林中打獵，鍛鍊了一身的好身手，既敏捷又大膽，可愛的外表下，性格大剌剌的，總想去挑戰初次見面的人。
＊此人物屬性為魔力 適合中階玩家
愛爾
年齡：7歲、性別：中性、種族：木偶
由閃亮城鎮的木匠精心製作的中性角色「愛爾」，雖然是個木偶，卻賦予人的靈魂，不僅乖巧有禮，也具有豐富情感。
＊此人物屬性為敏捷、魔力 適合高階玩家

## 外部連結
- 網球拍拍台港澳官方網站
- 網球拍拍日本官方網站
- 網球拍拍歐洲官方網站
- 網球拍拍泰國官方網站